# Regions Morgan Keegan Championships and the Cellular South Cup 2007
Il Regions Morgan Keegan Championships and the Cellular South Cup 2007 è stato un torneo giocato sul cemento del Racquet Club of Memphis a Memphis nel Tennessee. 
È stata la 106ª edizione del Regions Morgan Keegan Championships e la 22ª del Cellular South Cup,
facente parte dell'ATP International Series Gold nell'ambito dell'ATP Tour 2007, 
e del Tier III nell'ambito del WTA Tour 2007.

## Campioni

### Singolare maschile
Tommy Haas ha battuto in finale  Andy Roddick con il punteggio di 6–3, 6–2.

### Singolare femminile
Venus Williams ha battuto in finale  Shahar Peer con il punteggio di 6–1, 6–1.

### Doppio maschile
Eric Butorac /  Jamie Murray hanno battuto in finale  Julian Knowle /  Jürgen Melzer con il punteggio di 7–5, 6–3.

### Doppio femminile
Nicole Pratt /  Bryanne Stewart hanno battuto in finale  Jarmila Gajdošová /  Akiko Morigami con il punteggio di 7–5, 4–6, [10–5].